# Association sportive olympique de Chlef
Pour les articles homonymes, voir ASO.
Maillots
Actualités
L'Association Sportive Olympique de Chlef (en arabe : الجمعية الرياضية أولمبي الشلف), abrégé plus couramment en ASO Chlef ou ASO, est un club de football algérien fondé le 13 juin 1947 et basé dans la ville de Chlef.

## Histoire
Le club de l'ASO, section football, fut officiellement créé le 13 juin 1947 par un groupe de militants dévoués composé, entre autres, des frères Slimani, Ahmed Benaourane, El Haouari Belkacem, Bennegouche Abdelkader, Zerrouki M'Hamed, Yahi M'Hamed, Beciri Ahmed, Benkhriss Khelifa, Hamza Bouabdellah, Harchouch Abdelkader, Kerdjadja Maamar Addad Lakhdarce dernier étant l'entraineur joueur de l'équipe, sans aucune rémunération.

L'ASO démarra en trombe le championnat de Troisième Division (Groupe du Chelif) au cours de la saison 1947/1948 et terminera deuxième au classement derrière l’Olympique d’Affreville (El Khemis).
- 19 octobre 1947[4] : Olympique d’Affreville 2-0 ASO
- 9 novemre 1947[5] : ASO 5-0 AS Theniet El Had
- 7 décembre 1947 : ASO - US Oued Fodda
- 11 janvier 1948 : ASO - Olympique d’Affreville
- 25 janvier 1948 : AS Theniet El Had - ASO
- 8 février 1948 : US Oued Fodda - ASO

La saison suivante, 1948/1949, l’ASO créa l’exploit en terminant champion de la 3e division et accéda en 2e division. En 1949/1950, l’ASO renouvelle son exploit en s’adjugeant le titre de champion de la 2e division, ce qui l’amènera en première division pour la saison 1950/1951.
Au mois de septembre 1954, un séisme détruit gravement la ville. L’ASO fut contrainte d’interrompre la compétition au cours de la même année. L'avènement de la guerre d'Algérie poussa le club et sur les consignes du FLN de cesser toute participation aux compétitions activités sportives. La décision du club de rallier le mot d'ordre du FLN fut suivie par la répression de l'administration coloniale à l'encontre des dirigeants du club qui furent arrêtés en 1956.
En 1957, les autorités coloniales de l’époque décidèrent d’investir le siège de l’ASO et firent main basse sur tout ce qui s’y trouvait : photos, coupes, fanions, archives, tout le patrimoine mémoriel, club qui sera perdu à jamais. Parmi ceux qui ont animé le club et furent victimes de la répression coloniale française, on peut citer : Bibi Abdelkader, Choucha Mohamed, Sahli Maâmar, Belkacemi Bensalah, Boumansoura Houcine, Ferdji Abdelkader, Dahmani Mohammed, Yahi M’hamed et Arab Abdelkader.

### Le club dans l'Algérie indépendante
Dans le début de la première saison qui suivit l’indépendance de l'Algérie : (1962/1963), l’ASO change son appellation : Asnam sportive olympique. Orléansville fut remplacé par El Asnam. Une nouvelle génération de dirigeants et joueurs succédera au staff du club, présidée par Houari Belkacem, et composée de Maâmoune, Belaid Abdelkader, Douibi, Fadlaoui, Zaâri.
L’ASO s'étoffera de nouveaux joueurs à partir de 1977 qui évoluaient dans la catégorie junior sous la houlette de l'entraineur Maâzouza qui dirigera une pléiade de joueurs comme : Belaid Bouali, Abou Ahmed, Touati, Meksi, Bouhella, Bouhadi, Abdi et autres. De nouveaux talents émergents au sein de l'équipe en 1979 comme : Megharia, Belgharbi, Medouar, découverts par l’entraineur Shaâlia.
Avec la reforme sportive amorcée dès 1977, décidée par l'État algérien qui restructure en profondeur la pratique sportive et le statut des clubs qui seront désormais rattachés aux entreprises publiques, l'ASO Chlef devient l'ASTO durant la saison : (78/79) ;  ensuite DNC Asnam (79/81). Le club cesse une seconde fois sa participation au championnat national à la suite du séisme du 10 octobre 1980 qui frappe durement la ville d'El-Asnam.
L'équipe revient à la compétition durant la saison 81/82, sous une nouvelle appellation : CSO (Chlef sportif olympique) à la suite du changement du nom de la ville qui prend désormais le nom de Chlef au lieu d'El-Asnam. Le club s'illustre surtout dans sa catégorie junior en arrachant le doublé : championnat et coupe durant la saison : 1986-1987, face au club kabyle : JSK. Les joueurs qui ont réussi cette performance historique pour le club avaient pour noms : Benali, Talis, Hamadou, Bensalah, Mebarki sous la direction du technicien Bekakcha Messaoud, l’actuel entraîneur du SAM. L’année suivante verra les mêmes juniors drivés par Belaid Ahmed s’incliner en finale de la Coupe d’Algérie aux tirs au but face à l’ASM Oran. En 1992, l’ASO arrive en finale qu'elle perd à Oran face à la JSK.
En 1989, l'ASO Chlef récupère de nouveau son sigle d'origine.

### Sous la direction de Medouar
Depuis  le 30 octobre 1997, Abdelkrim Medouar a effectué trois mandats en tant que président du club, sous sa présidence, l’ASO a connu deux fois l’accession en D1, La dernière, en 2002 où elle finit treizième au classement avec l’entraîneur Slimani. La saison 2003-2004, le club voit l’arrivée de l’entraîneur Amrani qui améliore la performance de l'équipe pour finir huitième au classement.

### Performances du club
Avec la finale de 2005, l'ASO goûte enfin à son premier sacre dans l'histoire du football algérien en remportant sa première Coupe d'Algérie. Ce nouvel élan pousse encore la direction du club à investir plus dans le recrutement des talents qui se solde par le premier titre de champion de la ligue 1 en 2011.

### Retour aux anciennes traditions
Après son sacre de champion de 2011, l’équipe se voit reléguée encore une fois en D2 à l'issue de la saison 2014-15. Medouar, acteur principal des succès du club, renonce à la présidence du club pour postuler pour la présidence de la Ligue de football professionnel (Algérie).

## Résultats sportifs

### Palmarès
| Compétitions nationales | Compétitions des jeunes |
| --- | --- |
| - Championnat d'Algérie (1) Champion : 2011 Vice-champion : 2008 3eme Place : 1986, 1987, 2006. - Coupe d'Algérie (2) Vainqueur : 2005, 2023 Finaliste : 1992 - Ligue 2 (4) Champion : 1976, 1983, 1994 et 2002 3eme Place : 2019 | - Coupe d'Algérie Junior (2) Vainqueur : 1987, 2012. Finaliste : 1988. - Coupe d'Algérie Espoir Finaliste : 2012, 2013. - Coupe d'Algérie Cadets (4) Vainqueur : 2004, 2009, 2014, 2015. Finaliste : 1998 - Coupe d'Algérie Minimes (4) Vainqueur : 2000, 2002, 2012, 2013. Finaliste : 2019. |

### Parcours
L'ASO a participé dans les deux premiers championnats d'Algérie post-indépendante, puis le club a quitté l'élite pour revenir 13 ans plus tard (en 1976). L'équipe s'est maintenue en 1re division pendant 6 ans, puis 5 autres années après une seule année passée en 2e division (1982-83).
À partir de 1988, l'ASO est devenu un club habitué de la 2e division, car il a passé six saisons d'affilée pour ne revenir en D1 qu'en 1994, mais il a quitté rapidement (après une saison seulement). De 1995 à 1999, l'équipe n'a pas pu monter encore en D1, pire encore, elle a joué en D3 pendant la saison 1999-2000.
Après 2 saisons passées encore en D2, le club réussit une énième fois à se hisser en 1re division nationale, mais cette fois-ci, le club réussit sa meilleure période depuis l'indépendance, avec deux titres de coupe d'Algérie (2005 et 2023) et un titre de champion d'Algérie (2011), ainsi que plusieurs places honorables à la fin du championnat.
Le 29 mai 2015, l'ASO relègue en D2 après sa défaite à Alger face à l'USM Alger par 3 buts à 1, ainsi, elle retrouve la D2 après 13 ans de présence continue en D1.

### Trophées Individuels
| Meilleurs joueurs et entraîneurs | Meilleurs buteurs |
| --- | --- |
| - Meilleur joueur en championnat (2) - Farid Cheklam : 2008 - El Arbi Hillel Soudani : 2011 - Ballon d'or (Algérie) - - El Arbi Hillel Soudani : 2e au Classement 2011 - Samir Zaoui : 4e au Classement 2008 - - Abdelkader Amrani meilleur entraîneur algérien en 2005 - Meziane Ighil meilleur entraîneur algérien en 2011 - Gant d'or (Algérie) - Mohamed Ghalem : 3e au Classement 2011 - Meilleurs entraîneurs de l'annèe (3) - Rachid Belhout : 2008. - Meziane Ighil : 2011 - Noureddine Saâdi : 2012 | - Soulier d'or Algérien (5) - Mohamed Messaoud : 2009 et 2012. - M'hamed Bouhella : 1980 - El Arbi Hillel Soudani : 2011 - Mohamed Souibaâh : 2023 |

### Autres Trophees
- Meilleur equipe de l'année :

2005 et 2011.
- Meilleur joueur espoir :
  - El Arbi Hillel Soudani 2eme place en 2008
  - Zakaria Haddouche 3eme place en 2013.

### Classement en championnat d'Algérie par année
- 1962-63 : C-H Gr. centre, 3e
- 1963-64 : D-H Gr. centre, 12e
- 1964-65 : D-H Gr. centre, ?e
- 1965-66 : D-H Gr. centre, 11e
- 1966-67 : D3 Gr. centre, ?e
- 1967-68 : D3
- 1968-69 : D3
- 1969-70 : D3
- 1970-71 : D3
- 1971-72 : D3
- 1972-73 :  D2, 14e
- 1973-74 : D2, 2e
- 1974-75 : D2, 2e
- 1975-76 : D2, 1er
- 1976-77 : D1, 7e
- 1977-78 : D1, 6e
- 1978-79 : D1, 10e
- 1979-80 : D1, 11e
- 1980-81 : D1, forfait général à la suite du séisme du 10 octobre  1980
- 1981-82 : D1, 16e
- 1982-83 : D2, 1er
- 1983-84 : D1, 5e
- 1984-85 : D1, 10e
- 1985-86 : D1, 3e
- 1986-87 : D1, 3e
- 1987-88 : D1, 15e
- 1988-89 : D2, 9e
- 1989-90 : D2, 7e
- 1990-91 : D2, 6e
- 1991-92 : D2 Gr. centre, 2e
- 1992-93 : D2 Gr. centre, 5e
- 1993-94 : D2 Gr. centre, 1er
- 1994-95 : D1, 16e
- 1995-96 : D2 Gr. centre, 10e
- 1996-97 : D2 Gr. centre, 4e
- 1997-98 : D2 Gr. centre, 8e
- 1998-99 : D2 Gr. centre, 3e
- 1999-00 : D3 Gr. centre, 1er
- 2000-01 : D2 Gr. centre-ouest, 8e
- 2001-02 : D2 Gr. centre-ouest, 1er
- 2002-03 : D1, 13e
- 2003-04 : D1, 8e
- 2004-05 : D1, 7e
- 2005-06 : D1, 3e
- 2006-07 : D1, 5e
- 2007-08 : D1, 2e
- 2008-09 : D1, 9e
- 2009-10 : D1, 13e
- 2010-11 : Ligue 1, 1er
- 2011-12 : Ligue 1, 5e
- 2012-13 : Ligue 1, 10e
- 2013-14 : Ligue 1, 6e
- 2014-15 : Ligue 1, 15e
- 2015-16 : Ligue 2, 12e
- 2016-17 : Ligue 2, 7e
- 2017-18 : Ligue 2, 5e
- 2018-19 : Ligue 2, 3e
- 2019-20 : Ligue 1, 12e
- 2020-21 : Ligue 1, 16e
- 2021-22 : Ligue 1, 9e
- 2022-23 : Ligue 1, 7e
- 2023-24 : Ligue 1, 8e

### Bilan sportif depuis 1996-97
mise à jour fin 2023-24 (manque 2001-02
| Nationale     | Saisons | Titres | J   | G   | N   | P   | Bp  | Bc  | Diff | Points |
| ------------- | ------- | ------ | --- | --- | --- | --- | --- | --- | ---- | ------ |
| Ligue 1       | 32      | 1      | 947 | 335 | 288 | 324 | 991 | 976 | +15  | 1459   |
| Ligue 2       |         |        |     |     |     |     |     |     |      |        |
| Division 3    |         |        |     |     |     |     |     |     |      |        |
| Total Général |         |        |     |     |     |     |     |     |      |        |

### Participation internationale
L'ASO a participé plusieurs fois en compétitions internationales africaines et en coupe arabe (tour de poule 1994).

### Parcours de l'ASO en coupe d'Algérie
| Saison    | Tour          | Matchs                | Résultats     |
| --------- | ------------- | --------------------- | ------------- |
| 1962-63   | ?             | ?                     | ?             |
| 1963-64   | 1/16 finale   | USM Alger             | 2-0           |
| 1964-65   | 1/32 finale   | MC Alger              | 2-0           |
| 1965-66   | 1/32 finale   | NA Hussein Dey        | 3-2           |
| 1966-67   | 1/16 finale   | WA Boufarik           | 1-1 Corn 5-2  |
| 1967-68   | 1/32 finale   | JS Kabylie            | 3-1           |
| 1968-69   | ?             | ?                     | ?             |
| 1969-70   | 1/32 finale   | JS Kabylie            | 3-1           |
| 1970-71   | ?             | ?                     | ?             |
| 1971-72   | 1/32 finale   | OM Ruisseau           | 1-0           |
| 1972-73   | 1/32 finale   | OM Ruisseau           | 1-0           |
| 1973-74   | ?             | ?                     | ?             |
| 1974-75   | 1/32 finale   | Nadit Alger (Casoral) | 2-0           |
| 1975-76   | 1/8 finale    | CR Belcourt           | 1-0           |
| 1976-77   | 1/4 finale    | JS Kawkabi            | 3-0           |
| 1977-78   | 1/4 finale    | RC Kouba              | 1-1 t.a.b 4-3 |
| 1978-79   | 1/8 finale    | JE Tizi Ouzou         | 2-1 a.p       |
| 1979-80   | 1/4 finale    | CS DNC Alger          | 2-1           |
| 1980-81   | 1/16 finale   | USM Alger             | 2-0           |
| 1981-82   | 1/8 finale    | MC Alger              | 1-0           |
| 1982-83   | ?             | ?                     | ?             |
| 1983-84   | 1/16 finale   | JSM Tiaret            | 2-1           |
| 1984-85   | 1/16 finale   | ES Guelma             | 1-1 t.a.b 4-3 |
| 1985-86   | 1/32 finale   | USM Blida             | 3-2           |
| 1986-87   | 1/4 finale    | CS Constantine        | 1-1 t.a.b 7-6 |
| 1987-88   | 1/8 finale    | USM El Harrach        | 2-1           |
| 1988-89   | 1/8 finale    | ES Sétif              | 2-0           |
| 1989-90   | N.J           | N.J                   | N.J           |
| 1990-91   | 1/16 finale   | ES Sétif              | 2-1           |
| 1991-92   | Finaliste     | JS Kabylie            | 1-0           |
| 1992-93   | N.J           | N.J                   | N.J           |
| 1993-94   | 1/16 finale   | USM Blida             | 1-1 t.b 11-10 |
| 1994-95   | 1/2 finale    | O Médéa               | 2-1 a.p       |
| 1995-96   | 1/16 finale   | ES Sétif              | 1-0           |
| 1996-97   | ?e T.R        | ?                     | ?             |
| 1997-98   | 1/64 finale   | ISM Koléa             | 1-2           |
| 1998-99   | 1/32 finale   | USM Annaba            | 4-2           |
| 1999-00   | ?e T.R        | ?                     | ?             |
| 2000-01   | ?e T.R        | ?                     | ?             |
| 2001-02   | 1/32 finale   | HB Chelghoum.L        | 2-1 a.p       |
| 2002-03   | 1/16 finale   | WA Tlemcen            | 1-0           |
| 2003-04   | 1/8 finale    | JS Kabylie            | 2-0           |
| 2004-05   | Vainqueur     | USM Sétif             | 1-0 a.p       |
| 2005-06   | 1/16 finale   | US Biskra             | 0-0 t.a.b 5-4 |
| 2006-07   | 1/4 finale    | MC Alger              | 1-0           |
| 2007-08   | 1/8 finale    | MC Oran               | 3-1 a.p       |
| 2008-09   | 1/8 finale    | WA Tlemcen            | 2-1           |
| 2009-10   | 1/2 finale    | ES Sétif              | 3-1           |
| 2010-11   | 1/8 finale    | MC Saida              | 1-0           |
| 2011-12   | 1/4 finale    | CR Belouizdad         | 1-0           |
| 2012-13   | 1/8 finale    | MC Oran               | 2-0           |
| 2013-14   | 1/32 finale   | MC Alger              | 2-0           |
| 2014-15   | 1/2 finale    | RC Arba               | 0-0 t.a.b 3-0 |
| 2015-16   | 1/32 finale   | CR Belouizdad         | 4-1           |
| 2016-17   | 1/8 finale    | US Tebessa            | 4-2 a.p       |
| 2017-18   | 1/64 finale   | MCB Oued Sly          | 2-2 t.a.b 5-4 |
| 2018-19   | 1/64          | MS Cherchell          | 1-0           |
| 2019-20   | 1/8 de finale | ASM Oran              | 0 - 1         |
| 2020-2021 | Non Joué      | Non Joué              | Non Joué      |
| 2021-2022 | Non Joué      | Non Joué              | Non Joué      |
| 2022-23   | Vainqueur     | CR Belouizdad         | 2-1 a.p       |
| 2023-24   | 1/16 finale   | US Biskra             | 2-2 t.a.b 3-5 |

### Statistiques Tour atteint
L'ASO a participé en 55 éditions, éliminé au tour régionale 06 fois et atteint les tours finales 39 fois.
| Édition | 1er tour | 2e tour | 3e tour | 4e tour | 64e de finale | 32e de finale | 16e de finale | 8e de finale | Quart de finale | Demi-finale | Finale | Champion |
| ------- | -------- | ------- | ------- | ------- | ------------- | ------------- | ------------- | ------------ | --------------- | ----------- | ------ | -------- |
| 55      | -        | -       | -       | -       | 03            | 12            | 11            | 12           | 06              | 04          | 01     | 02       |

## Identité du club

### Les différents noms du club
L'équipe de Chlef est le seul club qui a changé plusieurs fois son nom, à la suite de différentes circonstances qui ont entouré l'histoire du club.
| Association Sportive d'Orléansville |
| ----------------------------------- |

| Asnam Sportive Olympique |
| ------------------------ |

| Chabab Riadhi d'Asnam |
| --------------------- |

| Asnam Sportive Olympique |
| ------------------------ |

| Asnam Sportive T... Olympique El Asnam |
| -------------------------------------- |

| Distribution Nouvelle pour Construction d'El Asnam |
| -------------------------------------------------- |

| Chlef Saad Olympique |
| -------------------- |

| Association Sportive Olympique de Chlef |
| --------------------------------------- |

### Logos et couleurs
Les couleurs du club sont le rouge et le blanc.

Avant 2011
2011-2024
Depuis 2024

## Personnalités du club

### Joueurs emblématiques
- Sadek El Arbi
- Mohamed Messaoud
- Samir Zaoui
- Fodil Megharia
- Abderrazak Belgherbi
- Mustapha Meksi
- Ameur Benali
- El Arbi Hillel Soudani
- Bouali Bouzidi
- Sid-Ali Abbou
- Abbas Aïssaoui
- Ilyes Ziane Cherif
- Hacène Megouas
- Khaled Ferhati
- Toufik Mouyet
- Mohamed Zaouche
- Salah Bouhafs
- Salim Nadher
- Mohammed Ilyas Cherchar
- Mohamed Talis

### Effectif professionnel actuel
Mise à jour:5 février 2024.

### Entraîneurs
- Samir Zaoui

## Structures du club

### Stades

#### Stade Mohamed Boumezrag

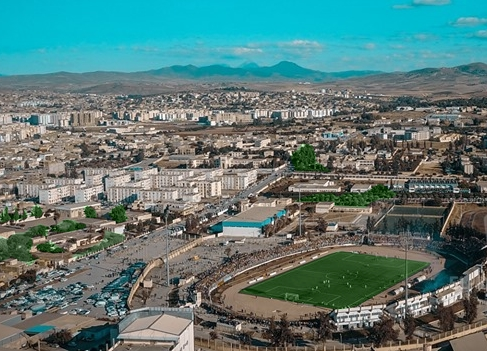
Le lieu des rencontres de l'ASO

C'est le principal stade de la ville de Chlef, où se déroulent les matchs de l'équipe locale ASO. Il a rouvert ses portes en 2004 après 5 ans de fermeture et après le revêtement de la pelouse.

#### Stade El Firme
Le stade Maâmar Sahli, dénommé stade El Firme, était dans un passé proche, la principale enceinte de l'ASO, le stade a vécu plusieurs exploits de l'équipe dans le dernier était l'accession en première division de l'ASO en 2002, son appellation chez les asnamis est la cage.

## Aspects juridiques et économiques

### Aspects juridiques
L'ASO Chlef est un club affilié à la FAF. Le club est composé d'une association (CSA) et d'une société (SSPA). Le CSA gère la section amateur.
La société ASO Chlef possède le statut de Société sportive par actions (SSPA) depuis décembre 2010. Cette SSPA comporte une direction et un conseil d'administration servant d'instrument de contrôle de la gestion du club. Elle a vocation à gérer à la fois la section professionnelle de l'ASO mais aussi les équipes de jeunes (des moins de douze ans jusqu'à l'équipe réserve).
L'actionnaire unique du club depuis 2010, est le Club sportif amateur.

### Organigramme
| Noms               | Fonctions         |
| ------------------ | ----------------- |
| Medaouar Abdelkrim | Président         |
| Abdelkader Ouahab  | Directeur général |
| Djamel Hachemi     | Directeur sportif |
| Harch Abdelkader   | Membre du CSA     |
| Oughri larbi       | Membre du CSA     |
| Kadouri abdlhamid  | Membre du CSA     |

## Culture populaire

### Supporteurs
Il y a trois groupes pour supporter le club
| Nom               | Abréviation | Date de création | Emplacement du stade |
| ----------------- | ----------- | ---------------- | -------------------- |
| Ultras Polina     | UP10        | 2010             | Curva Sud            |
| Ultras Asnam Boys | UAB1937     | 2016             | Tribune              |
| Groupe Djawarih   | GJ          | 2014             | Tribune              |

#### Clubs rivaux
- MC Oran